# Conte
Pour les articles homonymes, voir Conte (homonymie) et Contes.
Pour les articles ayant des titres homophones, voir Comte (homonymie) et Compte.
 (février 2017).

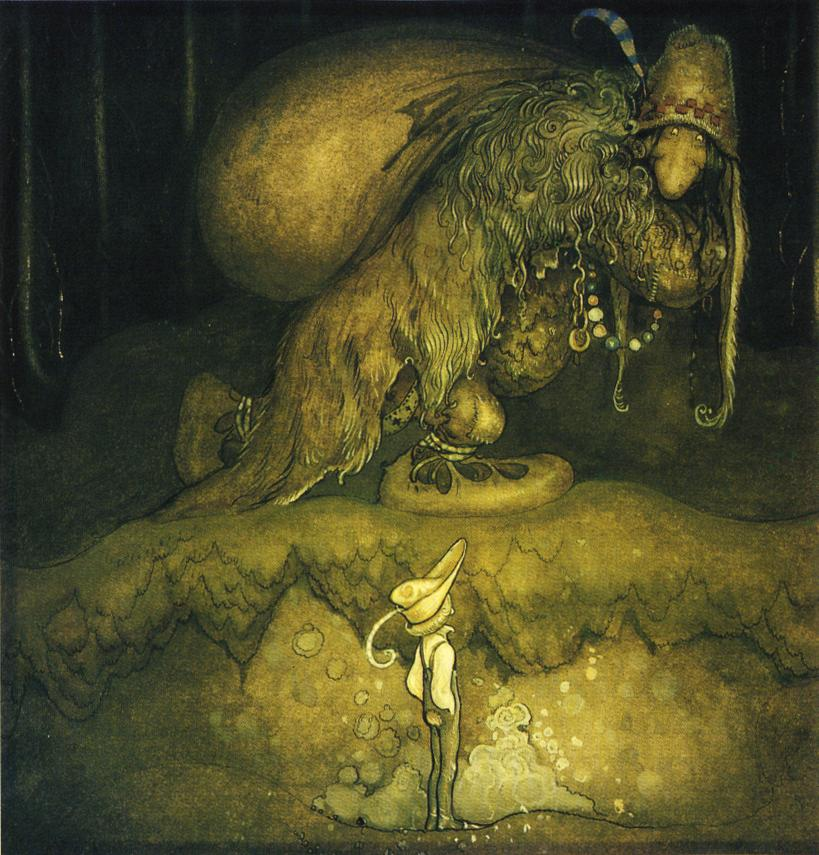
Un troll par John Bauer

Le mot conte désigne à la fois un récit de faits ou d'aventures imaginaires et le genre littéraire (avant tout oral) qui relate les dits récits. Le conte, en tant que récit, peut être court ou long. Qu'il vise à distraire ou à édifier, il porte en lui une force émotionnelle ou philosophique puissante. Depuis la Renaissance, les contes font l'objet de réécritures, donnant naissance au fil des siècles à un genre écrit à part entière. Cependant, il est distinct du roman, de la nouvelle et du récit d'aventures par l'acceptation de l'invraisemblance propre au genre merveilleux, ainsi que par certains codes, comme la fameuse phrase d'introduction traditionnelle « Il était une fois ».
Il y a deux pratiques du genre littéraire qu'est le conte : l'orale et l'écrite. Ces deux pratiques se différenciant par leur mode de création et de diffusion comme par leur contenu, il convient de les distinguer.
Le conte est un objet littéraire difficile à définir étant donné son caractère hybride et polymorphe. Le genre littéraire comme les histoires elles-mêmes font l'objet d'études convoquant des savoirs connexes, à la lumière des sciences humaines, tels que l'histoire littéraire, la sémiologie, la sociologie, l'anthropologie ou la psychanalyse.
Le terme de « conte » est utilisé parfois pour désigner l'activité de conter, quel que soit le type d'histoires (épopée, légende, histoire de vie, nouvelle, etc.).

## Un terme, deux réalités littéraires: conte oral / conte écrit

### Un terme
Walter Benjamin, dans son étude Le conteur - Considérations sur l’œuvre de Nicolas Leskov (1936), montre que l'art de raconter arrive à sa fin, et que la capacité d'écouter est de plus en plus limitée. La capacité d'échanger des expériences entre humains devient impossible. Ce serait parce que l'expérience humaine perd de sa valeur. Le début de ce processus a commencé, selon lui, avec la Première Guerre mondiale. Cette guerre aurait frappé de mutisme les combattants : leur expérience serait non communicable. Le vécu qui parcourt l'humanité par l'oralité est la source de toutes les conteuses anonymes. Cette source se partage en deux groupes imbriqués, chaque narrateur devant se représenter l'un et l'autre pour bien tenir l'histoire. Le premier groupe est constitué de voyageurs, le second de sédentaires. Le premier peut être une agricultrice, qui raconte les histoires et traditions du pays ; le second peut être un marin commerçant, qui raconte les histoires de l'ailleurs. L'imbrication de ses deux formes a été accomplie au Moyen Âge, grâce aux corporations : paysans et marins maîtrisaient déjà le récit, et les artisans en furent le liant, avec les maîtres sédentaires, qui portaient la première forme, et leurs apprentis itinérants, qui portaient la seconde, l'ensemble dialoguant dans la même pièce de travail.
Pour Walter Benjamin, Nikolaï Leskov, écrivain aux traits clairs et simples, serait l'exemple d'un conteur du monde du voyage, qui mène un combat contre la bureaucratie orthodoxe en Russie. Ses thèmes peuvent être l'alcoolisme, la classe ouvrière ou les médecins. Par un ensemble de récits légendaires, dont souvent la figure centrale est le juste, il peint des hommes modestes qui deviennent des saints de façon presque normale. Ces récits invoquent quelquefois le merveilleux, mais ils préfèrent, pour ce qui est des croyances, rester dans un naturel solide. Cet intérêt pour les choses pratiques est le trait dominant de nombreux conteurs. Jeremias Gotthelf donne des conseils agricoles aux paysans ; Johann Peter Hebel explique des notions de physique. C'est parce que le vrai récit porte en lui son utilité ; cette utilité est tantôt une morale, tantôt une instruction pratique, tantôt une règle de vie, dans tous les cas le conteur ou la conteuse sont des personnes de bon conseil pour l'auditoire. Ce conseil est plus une proposition de suite à l'histoire que la réponse à une question. Mais cette capacité à communiquer une expérience est en train de disparaître : ce sont les forces productives qui, progressivement, éloignent le récit de la parole vivante, même si elles lui donnent une nouvelle beauté.
Walter Benjamin affirme que le premier signe de phénomènes qui provoquent le déclin du récit est l'apparition du roman. Le roman se place en dehors de toute tradition orale ; une conteuse racontera sa propre expérience ou celles d'autres, alors que le romancier travaille dans la solitude, en vue d'écrire un texte qui sera imprimé, seul moyen pour lui de diffuser son œuvre. Sans imprimerie, pas de romans. Dans sa solitude, une romancière sera dans l'impossibilité d'exprimer comme exemplaire son propre vécu. Écrire un roman demande d'exacerber les vies humaines, et de développer la profonde perplexité d'un être vivant. Il n'y a plus, comme dans le conte, une expérience qui peut être utile à un autre humain, pouvant se propager de bouches en bouches. En plus du roman, une autre forme de communication affaiblit encore la vitalité des récits : l'information. L'information impose la possibilité d'une vérification rapide. Mais elle n'est souvent pas plus exacte que les contes des siècles précédents. Alors que les contes invitent au merveilleux, au dépassement, l'information reste sur la question du plausible. Les informations qui viennent à nous du monde entier débordent d'explications, de précisions infinies qui desservent ce qui pourrait être un récit. Dans un conte, si l'extraordinaire y est raconté avec précision, la psychologie n'est pas imposée, donnant la liberté à l'auditoire d'exercer son imagination, et l'histoire prend alors une amplitude hors de la portée d'une information.

### Le conte oral ou conte populaire

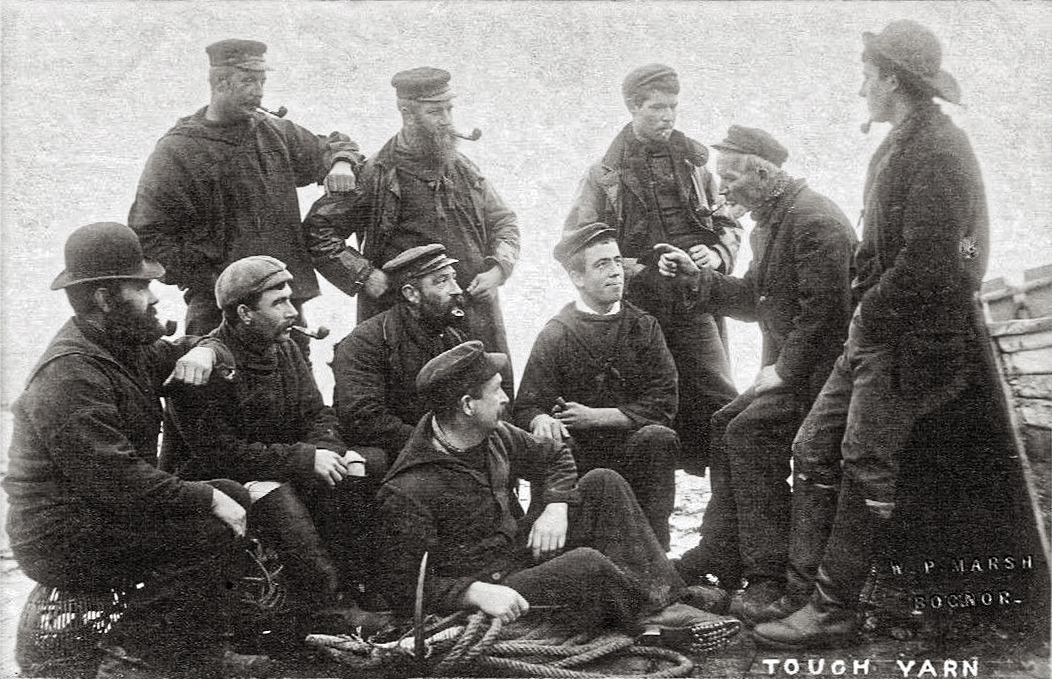
Carte postale représentant une mise en scène de pêcheurs écoutant un conteur à Bognor Regis, dans le Sussex de l'ouest, entre 1875 et 1905.

Le conte oral est aussi souvent appelé conte populaire par les ethnologues et historiens(ennes) en raison de l'aspect traditionnel et communautaire qui a longtemps régi la création et la circulation de ces histoires. Il a participé à l'émergence des nationalismes au XIXe siècle par référence à la notion de « peuple ».
Ce type de récit fait partie de la famille de la littérature orale. Celle-ci englobe aussi l'épopée, la saga, le mythe, la devinette, la légende, le proverbe, la comptine, le mémorat, la fable, la légende urbaine, etc.
Le conte est un genre narratif, contrairement à la devinette, au proverbe ou à la comptine. Il est aussi délibérément fictif, contrairement à la légende, la saga et le mémorat qui se présentent comme véridiques. Contrairement au mythe, le conte de tradition orale a pour cadre narratif principal le monde des hommes, avec son environnement animal végétal et minéral, même si, notamment dans le cas du conte merveilleux, ce monde est souvent en contact avec l'autre monde, celui des morts, des esprits, du petit peuple ou des dieux.
Paul Zumthor, spécialiste des poétiques médiévales, montre que le conte traditionnel partage ses principales caractéristiques avec la poésie orale. Geneviève Calame-Griaule montre la même idée chez le peuple Dogon. Par l'oralité, le langage est formé d'une voix, cette voix vient d'un corps humain, ce corps étant dans un espace concret. Le corps est présent, même s'il est invisible : sa voix peut dépasser les limites visuelles. La voix s'inscrit à la fois dans la compréhension et l'imagination de l'auditoire, et peut aller jusqu'à susciter l'idée d'une puissance primitive, inspirant l'unité du corps et du cœur. Le temps où cette voix et ce corps interviennent est un élément clef de cette esthétique ; ce temps passé, l’œuvre ne pourra être refaite à l'identique, ne pouvant rester que dans la mémoire des êtres présents lorsqu'elle a été faite, vue et écoutée. Cependant, aucune esthétique générale n'a pu être élaborée, et nous ne pouvons construire que des descriptions particulières de certains genres de contes.

### Un nouvel art du spectacle?
Associée généralement aux arts oratoires et du spectacle, cette discipline artistique semble paradoxale. Alors qu'elle est vraisemblablement l'une des plus vieilles formes d'expression de l'histoire de l'humanité, elle semble très jeune en tant que pratique artistique formelle. En effet, ce n'est que depuis la seconde moitié du XXe siècle qu'elle intéresse les théoriciens de l'art et cherche à se structurer au même titre qu'une autre discipline artistique.
Depuis les années 1970 en France, les années 1990 au Québec, avec le mouvement du renouveau du conte, le terme de conte est de plus en plus utilisé pour désigner l'art de raconter des histoires à un auditoire. Le terme de conte urbain a même émergé pour désigner un nouveau genre du conte s'appuyant sur des thématiques modernes et urbaines. Un conteur se produit au théâtre, avec une mise en scène travaillée (son, éclairage…).
Le conte est pris comme une démarche artistique : il se transforme en une œuvre, en une création. Ses lieux d'exposition se diversifient : écoles, maisons de la culture, musées. Du milieu culturel émerge une organisation : formation, financement, catalogue, etc. Le conte musical, comme le Pierre et le loup de Prokovief, continue de se développer. Des conteurs ou conteuses amateurs en seraient la base, des professionnels, le sommet ; des lieux comme les maisons du conte, organisant partenariats et résidences, en seraient le ciment. Des conventions décrivent les droits d'auteur, des statuts, et se normalisent.
D'autres lieux ne suivent pas le même schéma. Ainsi, au Brésil, la pratique du conte évolue en fonction d'un contexte urbain ou traditionnel. Le récit traditionnel reste attaché aux cultures populaires, par exemple des Caboclas (métis entre européen et amérindien vivant en Amazonie) ou des Ribeirinhos (peuple d'Amérique du sud vivant près des rivières). Le récit urbain se glisse dans les bouleversements des villes, avec leurs processus de partage de connaissance de vie ordinaire, et donne matière au parler courant. Ces deux types de récit coexistent au Brésil : l'industrialisation, l'exode rural, les affaiblissent, mais ne les font pas disparaître.

### Le conte en tant que genre écrit

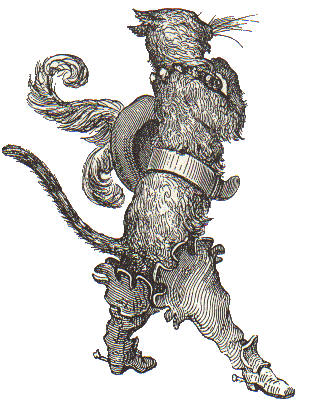
Illustration de Gustave Doré pour Le Chat botté

Nombre de ces contes véhiculés par le bouche à oreille ont fait l'objet, depuis la Renaissance, de collectes et de réécritures par des écrivains. Ces démarches figent ces histoires dans une version donnée, et les transforment en objets appartenant au domaine de la littérature écrite. Cela amène les écrivains à se détacher peu à peu des sujets, des structures et des thèmes des contes oraux dont ils s'inspirent.
Le conte littéraire est alors un récit court (contrairement au roman ou à l'épopée), dans lequel les actions sont racontées (et non représentées comme au théâtre).
Selon Vial, on peut qualifier de conte « tout récit qui atteste de la part de l'écrivain l'intention d'isoler dans la multitude des traits qui constituent un événement ou le destin d'une personne, un élément et de déblayer au profit de cet élément unique ».
Le terme de conte littéraire n'est donc pas synonyme de conte de fées ou de littérature exclusivement enfantine, contrairement à ce que son caractère volontiers fantaisiste et invraisemblable laisse souvent penser.
Cette forme littéraire peut adopter des contenus très diversifiés ; elle ne vise pas nécessairement à émerveiller le lecteur, mais peut également vouloir l'édifier (conte moral, allégorique), l'effrayer (conte d'horreur), l'amuser (conte satirique), etc.
- Le Centre des Contes et Légendes est un Centre d'art unique en France constitué d'une scène extérieure de 300 places, deux salles de 138 et 62 places, une médiathèque, une résidence d'artistes situé dans le Château de Bernicourt à Roost-Warendin dans le département du Nord[10].
- Le chantier du Catalogue du conte populaire français se poursuit à Toulouse après collaboration au catalogue des contes-nouvelles (éds du CTHS, 2000) et publication d'un supplément au catalogue des contes merveilleux de P. Delarue et M.-L. Tenèze (PUM, 2017)[11].

### Monographies
- Bruno de La Salle, Le murmure des contes, En collaboration avec Henri Gougaud, Édition Desclée Brouwer, 2002
- Bruno de La Salle, Plaidoyer pour les Arts de la parole, Éditions CLiO, 2004
- B. de La Salle, M. Jolivet, H. Touati, F.Cransac, Pourquoi faut-il raconter des histoires ? 1er tome, Éditions Autrement, 2005
- B. De la Salle, M. Jolivet, H. Touati, F. Cransac, Pourquoi faut-il raconter des histoires ? 2e tome, Éditions Autrement, 2006
- Bruno de La Salle, Le Conteur amoureux, Nouvelle édition augmentée, Éditions du Rocher, 2007
- Nicole Belmont, Poétique du conte (essai sur le conte de tradition orale), Gallimard, 1999
- Nicole Belmont, Mythe, conte et enfance, les écritures d'Orphée et de Cendrillon. Paris, L'Harmattan, 2010
- Nicole Belmont et Michel Izard, édition fr. du Rameau d'or (1911-1915) de James Frazer, Robert Laffont, coll. « Bouquins », 1984
- Nicole Belmont, Petit-Poucet rêveur, la poésie des contes merveilleux. Paris, José Corti, coll. « Merveilleux », 2017
- Bernadette Bricout, La Clé des contes, Seuil, 2005  (ISBN 978-2-02-052607-4)
- Josiane Bru et Bénédicte Bonnemason (éds.), Le conte populaire français, contes merveilleux. Supplément au catalogue de Paul Delarue et Marie-Louise Tenèze, Toulouse, PUM, coll. « Amphi 7 », 2017.
- René-Lucien Rousseau, L'envers des contes. Valeur initiatique et pensée secrète des contes de fées, Saint-Jean-de-Braye : Dangles, 1991, 239 p.
- Vladimir Propp, Morphologie du conte, Points-Seuil, Paris
- Vladimir Propp, Les racines historiques du conte merveilleux, Paris, Gallimard, 1983
- Bruno Bettelheim, Psychanalyse des contes de fées, Gallimard, Paris
- Pierre Sultan, Les Contes de Perrault sur le divan, Paris, Riveneuve-Archimbaud, 2015  (ISBN 978-2-36013-334-5)
- Marie-Louise Von Franz (collaboratrice de Carl Gustav Jung), L'interprétation des contes de fées, La fontaine de Pierre, Paris
- Pierre Péju, La petite fille dans la forêt des contes. Pour une poétique du conte : en réponse aux interprétations psychanalytiques et formalistes.
- Jean-Claude Bouvier, Contes de l'écrit - contes de l'oral : l'opposition est-elle pertinente ?, Publications de l'université de Provence, Aix-en-Provence, 2003  (ISBN 978-2-85399-524-5)
- Michel Hindenoch, Conter, un art ?, Éditions La Loupiote
- Docteur Serge-René Fuchet, Le Conte philosophique, Éditions collections de mémoire, 2017
- Jeanne Demers, Le Conte - Du mythe à la légende urbaine. Québec Amérique, coll. « En Question »
- Luda Schnitzer, Ce que disent les contes, Éd. du Sorbier, 1985  (ISBN 978-2-7320-0010-7)
- Marie-Louise Tenèze, Les contes merveilleux français, recherche de leurs organisations narratives, Paris, Maisonneuve et Larose, 2004
- Marie-Louise Tenèze, « Une contribution fondamentale à l’étude du folklore français : Le conte populaire français. Catalogue raisonné des versions de France et des pays de langue française d’outre-mer. Tome I », Arts et traditions populaires, no 3-4, 1958, 289-308
- Catherine Velay-Vallantin, L'Histoire des contes, Fayard, 1992  (ISBN 2-213-02677-7) (en particulier l'Introduction : Le conteur et l'historien)
- Fabien Vehlmann et Frantz Duchazeau, Les Cinq Conteurs de Bagdad, Dargaud, coll. « Long courrier », 1996  (ISBN 978-2-205-05779-9)
- Jihad Darwiche, Le conte oriental, la tradition orale au Liban, Édisud, coll. « L'espace du conte », 2001  (ISBN 2-7449-0246-2)
- "Le conteur - Considérations sur l’œuvre de Nicolas Leskov (1936)" (voir Nikolaï Leskov), dans Expérience et pauvreté, de Walter Benjamin, Petite Bibliothèque Payot Classiques (voir Payot et Rivages), traduction Cédric Cohen Skalli[8].

### Numéros de revue
- « Conte parlé, conte écrit », Études françaises, numéro préparé par Jeanne Demers et Lise Gauvin, vol. 12, nos 1-2, 1976, 177 p. (http://revue-etudesfrancaises.umontreal.ca/volume-12-numero-1-2/)

### Articles
- Pierre Gamarra, « De la théorie et de l'art du conte », Europe, no 660,‎ avril 1984, p. 187–191

### Revues consacrées au conte
- La Grande Oreille, la revue des arts de la parole. Sous la dir. de Martin de la Soudière. Éditée par l'association D'une Parole à l'Autre.
- Cahiers de littérature orale